# Red Bull Bragantino 2021
Questa voce raccoglie le informazioni riguardanti il Red Bull Bragantino nelle competizioni ufficiali della stagione 2021.

## Maglie e sponsor
Per la stagione 2021, il fornitore tecnico è Nike, mentre lo sponsor di maglia è Red Bull.
| 1ª divisa | 2ª divisa | 3ª divisa |

## Rosa
| N. |                    | Ruolo | Calciatore        |
| -- | ------------------ | ----- | ----------------- |
| 1  | Brasile (bandiera) | P     | Júlio César       |
| 2  | Ecuador (bandiera) | D     | Leonardo Realpe   |
| 3  | Brasile (bandiera) | D     | Léo Ortiz         |
| 4  | Brasile (bandiera) | D     | Ligger            |
| 5  | Brasile (bandiera) | C     | Jadsom            |
| 6  | Brasile (bandiera) | D     | Edimar            |
| 7  | Brasile (bandiera) | A     | Artur             |
| 8  | Brasile (bandiera) | C     | Lucas Evangelista |
| 9  | Brasile (bandiera) | A     | Alerrandro        |
| 10 | Brasile (bandiera) | A     | Claudinho         |
| 11 | Brasile (bandiera) | A     | Helinho           |
| 12 | Brasile (bandiera) | P     | Maycon Cleiton    |
| 13 | Brasile (bandiera) | D     | Aderlan           |
| 14 | Brasile (bandiera) | D     | Fabrício Bruno    |
| 15 | Brasile (bandiera) | A     | Ytalo             |
| 16 | Brasile (bandiera) | C     | Ramires           |
| 17 | Brasile (bandiera) | D     | Weverton          |
| 18 | Brasile (bandiera) | A     | Chrigor           |
| 18 | Brasile (bandiera) | P     | Cleiton           |
| 20 | Brasile (bandiera) | C     | Bruno Tubarão     |
| 21 | Brasile (bandiera) | D     | Natan             |

| N. |                      | Ruolo | Calciatore         |
| -- | -------------------- | ----- | ------------------ |
| 22 | Brasile (bandiera)   | A     | Leandrinho         |
| 23 | Brasile (bandiera)   | C     | Raul               |
| 24 | Colombia (bandiera)  | D     | César Haydar       |
| 25 | Brasile (bandiera)   | C     | Ricardo Ryller     |
| 25 | Brasile (bandiera)   | C     | Bruno Praxedes     |
| 26 | Brasile (bandiera)   | D     | Weverson           |
| 27 | Venezuela (bandiera) | A     | Jan Carlos Hurtado |
| 28 | Argentina (bandiera) | C     | Tomás Cuello       |
| 29 | Brasile (bandiera)   | D     | Luan Cândido       |
| 30 | Brasile (bandiera)   | C     | Vitinho            |
| 31 | Brasile (bandiera)   | D     | Guilherme Lopes    |
| 32 | Brasile (bandiera)   | D     | Rafael Luiz        |
| 33 | Brasile (bandiera)   | A     | Pedrinho           |
| 34 | Brasile (bandiera)   | A     | Luis Phelipe       |
| 35 | Brasile (bandiera)   | A     | Gabriel Novaes     |
| 36 | Brasile (bandiera)   | A     | Bruninho           |
| 38 | Brasile (bandiera)   | C     | Cristiano          |
| 40 | Uruguay (bandiera)   | C     | Emiliano Martínez  |
| 41 | Brasile (bandiera)   | C     | Miguel             |
| 42 | Brasile (bandiera)   | A     | Gonzalo            |
| 43 | Brasile (bandiera)   | C     | Luciano            |

## Calciomercato

### Sessione invernale
| Acquisti | Acquisti        | Acquisti        | Acquisti      |
| R.       | Nome            | da              | Modalità      |
| -------- | --------------- | --------------- | ------------- |
| P        | Maycon Cleiton  | Santa Cruz      | definitivo    |
| D        | Aderlan         | Red Bull Brasil | svincolato    |
| D        | Rafael Luiz     | Ferroviária     | prestito      |
| D        | Natan           | Flamengo        | prestito      |
| D        | Weverson        | San Paolo       | definitivo    |
| C        | Jadsom          | Cruzeiro        | definitivo    |
| C        | Vitinho         | Palmeiras       | definitivo    |
| A        | Matheus Peixoto | Ponte Preta     | fine prestito |
| A        | Pedrinho        | Oeste           | definitivo    |
| A        | Robinho         | CRB             | fine prestito |
| A        | Wesley          | Botafogo-SP     | fine prestito |
| A        | Ytalo           | Red Bull Brasil | definitivo    |

| Cessioni | Cessioni        | Cessioni        | Cessioni      |
| R.       | Nome            | a               | Modalità      |
| -------- | --------------- | --------------- | ------------- |
| P        | Alex Alves      | Náutico         | svincolato    |
| D        | Guilherme Lopes | Red Bull Brasil | prestito      |
| C        | Thonny Anderson | Bahia           | prestito      |
| C        | Uillian Correia | Cuiabá          | svincolato    |
| C        | Matheus Jesus   | Corinthians     | fine prestito |
| A        | Bruninho        | Red Bull Brasil | prestito      |
| A        | Morato          | Vasco da Gama   | prestito      |
| A        | Matheus Peixoto | Juventude       | prestito      |
| A        | Robinho         | Paysandu        | prestito      |
| A        | Wesley          | Vitória         | prestito      |

### Operazioni tra le due sessioni
| Acquisti | Acquisti        | Acquisti        | Acquisti      |
| R.       | Nome            | da              | Modalità      |
| -------- | --------------- | --------------- | ------------- |
| D        | Guilherme Lopes | Red Bull Brasil | fine prestito |
| A        | Gabriel Novaes  | San Paolo       | definitivo    |

| Cessioni | Cessioni | Cessioni | Cessioni |
| R.       | Nome     | a        | Modalità |
| -------- | -------- | -------- | -------- |

### Sessione estiva
| Acquisti | Acquisti          | Acquisti        | Acquisti      |
| R.       | Nome              | da              | Modalità      |
| -------- | ----------------- | --------------- | ------------- |
| C        | Cristiano         | Red Bull Brasil | definitivo    |
| C        | Lucas Evangelista | Nantes          | definitivo    |
| C        | Luciano           | Red Bull Brasil | definitivo    |
| C        | Emiliano Martínez | Nacional        | definitivo    |
| C        | Miguel            | Fluminense      | svincolato    |
| C        | Bruno Praxedes    | Internacional   | definitivo    |
| A        | Bruninho          | Red Bull Brasil | fine prestito |
| A        | Gonzalo           | Anápolis        | definitivo    |
| A        | Matheus Peixoto   | Juventude       | fine prestito |

| Cessioni | Cessioni        | Cessioni              | Cessioni      |
| R.       | Nome            | a                     | Modalità      |
| -------- | --------------- | --------------------- | ------------- |
| D        | Ligger          | Bahia                 | definitivo    |
| C        | Ricardo Ryller  | Braga                 | fine prestito |
| A        | Chrigor         | América-MG            | prestito      |
| A        | Claudinho       | Zenit San Pietroburgo | definitivo    |
| A        | Matheus Peixoto | Metalist              | definitivo    |
| A        | Luis Phelipe    | Salisburgo            | fine prestito |

## Risultati

### Brasileirão

#### Girone d'andata
| Arbitro: | Alves Silva |

|  |           |                                          |
|  | Marcatori | 33’ Ytalo 35’ L. Evangelista 74’ Helinho |

| Arbitro: | Gomes do Amaral |

|                                     |           |                             |
| Artur 22’ L. Cândido 50’ Cuello 68’ | Marcatori | 16’, 19’ Gilberto 86’ Jonas |

| Arbitro: | Vuaden |

|                               |           |                                          |
| L. Evangelista 6’ Artur 45+3’ | Marcatori | 75’ Caio Paulista 90+3’ (rig.) Hernández |

| Arbitro: | Sarascati |

|          |           |                         |
| Roni 19’ | Marcatori | 52’ Aderlan 85’ Ramires |

| Arbitro: | da Silva Machado |

|                |           |                                       |
| Muniz 27’, 64’ | Marcatori | 12’ Aderlan 69’ Ramires 90+8’ Chrigor |

| Arbitro: | de Oliveira |

|                     |           |              |
| Ytalo 10’, 45’, 88’ | Marcatori | 66’ B. Lopes |

| Arbitro: | Abatti |

|  |           |              |
|  | Marcatori | 82’ Weverton |

| Bragança Paulista 1º luglio 2021, ore 16:00 UTC-3 8ª giornata | RB Bragantino           | 0 – 0 referto | Ceará | Stadio Nabi Abi Chedid (0 spett.)\| Arbitro: \| do Nascimento Magalhaes \| |
| Arbitro:                                                      | do Nascimento Magalhaes |               |       |                                                                            |

| Arbitro: | Daronco |

|            |           |                          |
| Rigoni 26’ | Marcatori | 63’ Alerrandro 75’ Artur |

| Arbitro: | Schwengber da Silva |

|                 |           |             |
| B. Praxedes 28’ | Marcatori | 78’ Jenison |

| Arbitro: | Vuaden |

|                        |           |                          |
| Nikão 45+2’ Terans 70’ | Marcatori | 28’ Alerrandro 80’ Ytalo |

| Arbitro: | de Oliveira |

|                          |           |                                    |
| Alerrandro 10’ Ytalo 83’ | Marcatori | 70’ M. Guilherme 90+5’ M. Leonardo |

| Arbitro: | Arleu de Araujo |

|            |           |  |
| Robson 13’ | Marcatori |  |

| Arbitro: | Marques Ribeiro |

|                 |           |  |
| B. Praxedes 62’ | Marcatori |  |

| Recife 6 agosto 2021, ore 19:00 UTC-3 15ª giornata | Sport Recife            | 0 – 0 referto | RB Bragantino | Stadio Adelmar da Costa Carvalho (0 spett.)\| Arbitro: \| do Nascimento Magalhaes \| |
| Arbitro:                                           | do Nascimento Magalhaes |               |               |                                                                                      |

| Arbitro: | Ribeiro Serafim |

|            |           |                 |
| Helinho 9’ | Marcatori | 74’, 78’ Wagner |

| Arbitro: | Traci |

|  |           |                         |
|  | Marcatori | 41’ Ytalo 88’ G. Novaes |

| Arbitro: | Abatti |

|                         |           |                 |
| Nathan Silva 15’ (aut.) | Marcatori | 85’ Diego Costa |

| Arbitro: | Alves Silva |

|              |           |                |
| Maurício 39’ | Marcatori | 90+5’ Bruninho |

#### Girone di ritorno
| Arbitro: | de Lima Henrique |

|                  |           |                         |
| Artur 38’ (rig.) | Marcatori | 78’ Mike 90+5’ A. Ramon |

| Arbitro: | W. Pereira Sampaio |

|               |           |           |
| Rodallega 62’ | Marcatori | 70’ Ytalo |

| Arbitro: | Vuaden |

|                          |           |             |
| Fred 12’ L. Henrique 42’ | Marcatori | 62’ Helinho |

| Arbitro: | Rodrigues de Souza |

|                            |           |                                  |
| L. Cândido 56’ Hurtado 84’ | Marcatori | 90’ R. Augusto 90+6’ G. Mosquito |

| Arbitro: | Abatti |

|           |           |           |
| Artur 58’ | Marcatori | 39’ Pedro |

| Arbitro: | Traci |

|                           |           |                                     |
| Dudu 43’ Veiga 62’ (rig.) | Marcatori | 13’ Ytalo 34’ Cuello 36’, 76’ Artur |

| Arbitro: | S. Pereira Sampaio |

|            |           |  |
| Jadsom 69’ | Marcatori |  |

| Arbitro: | do Nascimento Magalhaes |

|                                        |           |                            |
| F. Bruno 90+1’ (aut.) G. Lacerda 90+8’ | Marcatori | 12’ Helinho 70’ Alerrandro |

| Arbitro: | Fernandes de Lima |

|                |           |  |
| L. Cândido 56’ | Marcatori |  |

| Arbitro: | Ferreira de Moraes |

|               |           |  |
| R. Gava 90+4’ | Marcatori |  |

| Arbitro: | Daronco |

|  |           |                             |
|  | Marcatori | 60’ Marcinho 90+1’ P. Rocha |

| Arbitro: | Vuaden |

|                                  |           |  |
| Marinho 28’ Sánchez 90+3’ (rig.) | Marcatori |  |

| Arbitro: | Traci |

|                                       |           |  |
| Helinho 4’ Ytalo 15’ Artur 60’ (rig.) | Marcatori |  |

| Arbitro: | Vieira |

|                                        |           |  |
| D. Souza 5’ L. Silva 34’ J. Robert 38’ | Marcatori |  |

| Arbitro: | Arleu de Araujo |

|                                      |           |  |
| Ytalo 3’ Chico 50’ (aut.) Cuello 87’ | Marcatori |  |

| Arbitro: | Fernandes de Lima |

|           |           |  |
| Bueno 45’ | Marcatori |  |

| Arbitro: | Daronco |

|           |           |                  |
| Artur 64’ | Marcatori | 50’ E. Bauermann |

| Arbitro: | Toski Marques |

|                                            |           |                             |
| Keno 20’ Zaracho 52’ Savarino 78’ Hulk 88’ | Marcatori | 39’ Ytalo 47’, 90+10’ Artur |

| Arbitro: | da Silva Machado |

|             |           |  |
| Artur 90+2’ | Marcatori |  |

### Coppa del Brasile
| Arbitro: | de Lima Henrique |

|                      |           |                                  |
| Reniê 22’ Moraes 42’ | Marcatori | 15’ Artur 47’ Ytalo 90+3’ Cuello |

| Arbitro: | Alves Júnior |

|                 |           |                         |
| Isac 33’ (rig.) | Marcatori | 11’ Artur 51’ Claudinho |

| Arbitro: | Marques Ribeiro |

|                        |           |  |
| Fred 61’ Hernández 70’ | Marcatori |  |

| Arbitro: | W. Pereira Sampaio |

|                  |           |          |
| Hurtado 67’, 88’ | Marcatori | 61’ Nenê |

### Campionato Paulista

#### Fase a gironi
| Bragança Paulista 28 febbraio 2021, ore 18:00 UTC-3 1ª giornata | RB Bragantino | 0 – 0 referto | Corinthians | Stadio Nabi Abi Chedid (0 spett.)\| Arbitro: \| Sarascati \| |
| Arbitro:                                                        | Sarascati     |               |             |                                                              |

| Arbitro: | de Oliveira |

|  |           |                  |
|  | Marcatori | 26’, 35’ Vitinho |

| Arbitro: | de Assis Miranda |

|                       |           |             |
| R. Costa 45+8’ (rig.) | Marcatori | 45’ Ramires |

| Arbitro: | Claus |

|                        |           |                 |
| Claudinho 3’ Ytalo 50’ | Marcatori | 72’ Fernandinho |

| Arbitro: | Alves Batista |

|  |           |                           |
|  | Marcatori | 62’ Aderlan 90+5’ Helinho |

| Arbitro: | Sarascati |

|                                |           |              |
| Vitinho 33’ (rig.) Hurtado 79’ | Marcatori | 42’ P. Lucas |

| Arbitro: | Rodrigues de Souza |

|                     |           |  |
| L. Ortiz 71’ (aut.) | Marcatori |  |

| Bragança Paulista 25 aprile 2021, ore 20:00 UTC-3 8ª giornata | RB Bragantino         | 0 – 0 referto | Ferroviária | Stadio Nabi Abi Chedid (0 spett.)\| Arbitro: \| Gonçalves Dias Araujo \| |
| Arbitro:                                                      | Gonçalves Dias Araujo |               |             |                                                                          |

| Arbitro: | Marques das Flores |

|             |           |                              |
| Tavares 11’ | Marcatori | 23’ (rig.) Helinho 89’ Ytalo |

| Arbitro: | Marques das Flores |

|               |           |              |
| Claudinho 27’ | Marcatori | 47’ L. Braga |

| Arbitro: | Fende Chavez |

|                        |           |  |
| Pedrinho 38’ Ytalo 51’ | Marcatori |  |

| Arbitro: | Sarascati |

|             |           |             |
| Lucas 90+4’ | Marcatori | 12’ Hurtado |

#### Fase finale
| Arbitro: | Claus |

|  |           |          |
|  | Marcatori | 78’ Rony |

#### Troféu do Interior
| Arbitro: | Fende Chavez |

|                                        |                      |                                       |
| Chrigor 4’                             | Marcatori            | 54’ Paulo Sérgio                      |
| L. Evangelista Pedrinho Hurtado Cuello | Tiri di rigore 2 – 4 | Dawhan Veras Michel Thalles Locatelli |

### Coppa Sudamericana

#### Fase a gironi
| Arbitro: | Fedorczuk |

|                                 |           |                       |
| Castrillón 10’ (aut.) Ytalo 45’ | Marcatori | 90+4’ (rig.) Mosquera |

| Arbitro: | Y. Herrera |

|                                          |           |  |
| Aderlan 49’ (aut.) Zapata 64’ Cabeza 86’ | Marcatori |  |

| Arbitro: | Gamboa |

|  |           |               |
|  | Marcatori | 90+3’ Valoyes |

| Arbitro: | A. Herrera |

|                     |           |  |
| Bruno 29’ Artur 82’ | Marcatori |  |

| Arbitro: | González |

|  |           |             |
|  | Marcatori | 28’ Helinho |

| Arbitro: | Valenzuela |

|             |           |                              |
| Caicedo 37’ | Marcatori | 41’ Ytalo 80’ L. Evangelista |

#### Ottavi di finale
| Arbitro: | Tobar |

|  |           |                          |
|  | Marcatori | 19’ F. Bruno 66’ Ramires |

| Arbitro: | Betancur |

|            |           |             |
| Cuello 52’ | Marcatori | 4’ Guerrero |

#### Quarti di finale
| Arbitro: | Haro |

|                             |           |                                            |
| Ruben 23’, 55’ Caraglio 62’ | Marcatori | 16’ B. Praxedes 20’ (rig.), 43’, 73’ Artur |

| Arbitro: | Ferreyra |

|             |           |  |
| Artur 90+4’ | Marcatori |  |

#### Semifinale
| Arbitro: | Tello |

|                            |           |  |
| Ytalo 29’ Artur 50’ (rig.) | Marcatori |  |

| Arbitro: | Pitana |

|               |           |                          |
| Melgarejo 52’ | Marcatori | 9’, 57’ Cuello 82’ Artur |

#### Finale
| Arbitro: | Matonte |

|           |           |  |
| Nikão 29’ | Marcatori |  |

## Statistiche

### Statistiche di squadra
| Competizione        | Punti | In casa | In casa | In casa | In casa | In casa | In casa | In trasferta | In trasferta | In trasferta | In trasferta | In trasferta | In trasferta | Totale | Totale | Totale | Totale | Totale | Totale | DR  |
| Competizione        | Punti | G       | V       | N       | P       | Gf      | Gs      | G            | V            | N            | P            | Gf           | Gs           | G      | V      | N      | P      | Gf     | Gs     | DR  |
| ------------------- | ----- | ------- | ------- | ------- | ------- | ------- | ------- | ------------ | ------------ | ------------ | ------------ | ------------ | ------------ | ------ | ------ | ------ | ------ | ------ | ------ | --- |
| Brasileirão         | 56    | 19      | 7       | 9       | 3       | 28      | 20      | 19           | 7            | 5            | 7            | 27           | 26           | 38     | 14     | 14     | 10     | 55     | 46     | +9  |
| Campionato Paulista | 23    | 8       | 3       | 4       | 1       | 8       | 5       | 6            | 3            | 2            | 1            | 8            | 4            | 14     | 6      | 6      | 2      | 16     | 9      | +7  |
| Coppa del Brasile   | -     | 1       | 1       | 0       | 0       | 2       | 1       | 3            | 2            | 0            | 1            | 5            | 5            | 4      | 3      | 0      | 1      | 7      | 6      | +1  |
| Coppa Sudamericana  | 12    | 6       | 4       | 1       | 1       | 8       | 3       | 7            | 5            | 0            | 2            | 12           | 9            | 13     | 9      | 1      | 3      | 20     | 12     | +8  |
| Totale              | 91    | 34      | 15      | 14      | 5       | 46      | 29      | 35           | 17           | 7            | 11           | 52           | 44           | 69     | 32     | 21     | 16     | 98     | 73     | +25 |

### Andamento in campionato
| Giornata  | 1 | 2 | 3 | 4 | 5 | 6 | 7 | 8 | 9 | 10 | 11 | 12 | 13 | 14 | 15 | 16 | 17 | 18 | 19 | 20 | 21 | 22 | 23 | 24 | 25 | 26 | 27 | 28 | 29 | 30 | 31 | 32 | 33 | 34 | 35 | 36 | 37 | 38 |
| --------- | - | - | - | - | - | - | - | - | - | -- | -- | -- | -- | -- | -- | -- | -- | -- | -- | -- | -- | -- | -- | -- | -- | -- | -- | -- | -- | -- | -- | -- | -- | -- | -- | -- | -- | -- |
| Luogo     | T | C | C | T | T | C | T | C | T | C  | T  | C  | T  | C  | T  | C  | T  | C  | T  | C  | T  | T  | C  | C  | T  | C  | T  | C  | T  | C  | T  | C  | T  | C  | T  | C  | T  | C  |
| Risultato | V | N | N | V | V | V | V | N | V | N  | N  | N  | P  | V  | N  | P  | V  | N  | N  | P  | N  | P  | N  | N  | V  | V  | N  | V  | P  | P  | P  | V  | P  | V  | P  | N  | P  | V  |
| Posizione | 1 | 5 | 6 | 4 | 3 | 1 | 1 | 1 | 1 | 2  | 2  | 4  | 4  | 4  | 4  | 4  | 4  | 4  | 5  | 5  | 5  | 5  | 6  | 6  | 5  | 4  | 5  | 5  | 5  | 5  | 5  | 4  | 4  | 3  | 6  | 5  | 6  | 6  |

Legenda:

Luogo: C = Casa; T = Trasferta. Risultato: V = Vittoria; N = Pareggio; P = Sconfitta.